# محمد یوسف
دکتر محمد یوسف صدراعظم افغانستان در زمان سلطنت محمدظاهرشاه بود.

## زندگی‌نامه
محمد یوسف در سال ۱۹۱۷ در یک خانواده متوسط تاجیک در شهر کابل متولد گردید. او از صنف دوازدهم لیسه نجات فارغ‌التحصیل شد. سپس دکترای خود را در رشته فیزیک از کشور آلمان بدست آورد. پس از بازگشت به افغانستان به تدریس در دانشگاه کابل مشغول شد. در سال ۱۹۴۹ به صفت معین وزارت تعلیم و تربیه مقرر گردید. و پس از مدت تجارب در تاریخ ۱۰ مارس ۱۹۶۳ به صفت وزیر معادن مقرر گردید. پس از انفکاک محمدداوودخان از پست نخست‌وزیری به حیث نخست‌وزیر افغانستان مقرر گردیده در ۱۳ مارس ۱۹۶۳ کابینه خودرا اعلان نمود. او اولین صدراعظم افغانستان در دوره حکومت محمدظاهرشاه بود که از خانواده شاه نبود. مهمترین رویداد که در دوره این صدراعظم افغانستان رخداده است روند دموکراسی و توشیح قانون اساسی جدید افغانستان است که بتاریخ اول اکتبر ۱۹۶۴ میلادی پاس شد. این قانون ممد دموکراسی و آزادی فعالیت سیاسی احزاب گردید. این قانون یکی از جامعترین و مدرنترین قانون‌های اساسی در منطقه بود که در آن به حقوق و آزادی فردی ارج گذاشته شده، مصونیت مسکن، آزادی مناسک مذهبی، آزادی تشکیل اجتماعات و احزاب در قانون تسجیل گردیده شکنجه، تبعید، سانسور قبل از نشر و تعقیب مخالفین سیاسی ممنوع شد. دکتر یوسف در ۲۹ اکتبر ۱۹۶۵ از وظیفه استعفا نمود. در تاریخ ۲۳ ژانویه ۱۹۹۸ در آلمان درگذشت.